# Munna neglecta
Munna neglecta är en kräftdjursart som beskrevs av Théodore Monod1931. Munna neglecta ingår i släktet Munna och familjen Munnidae. Inga underarter finns listade i Catalogue of Life.